# Snartemo-Schwert

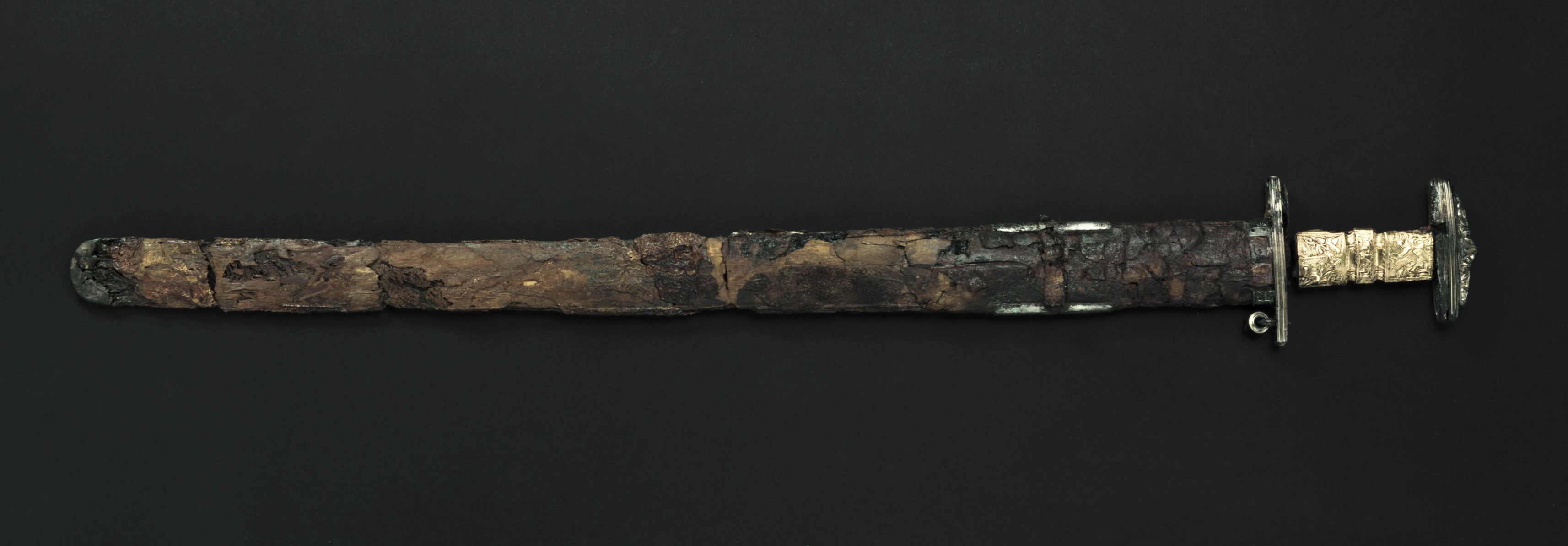
Snartemo-Schwert

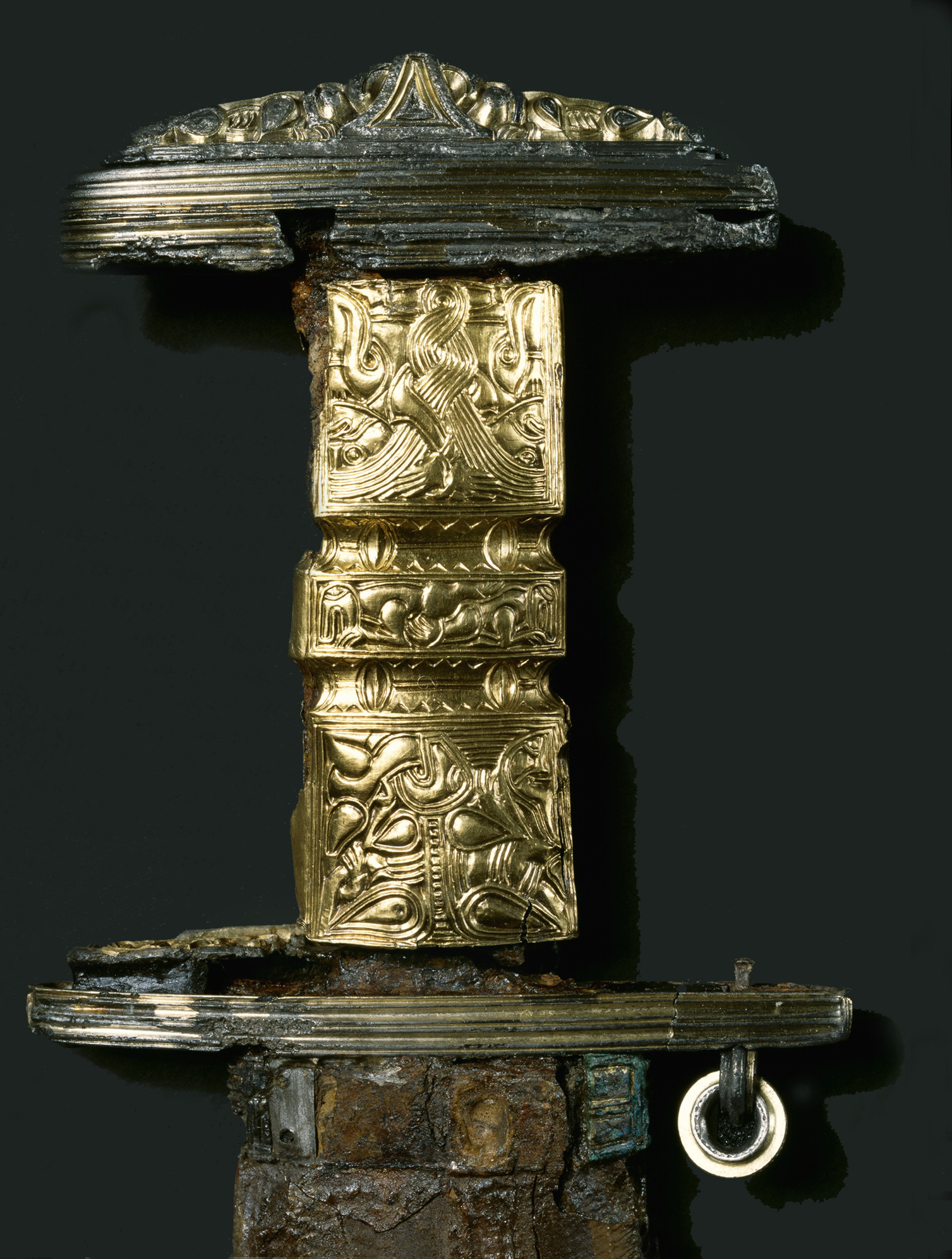
Gefäß des Schwertes

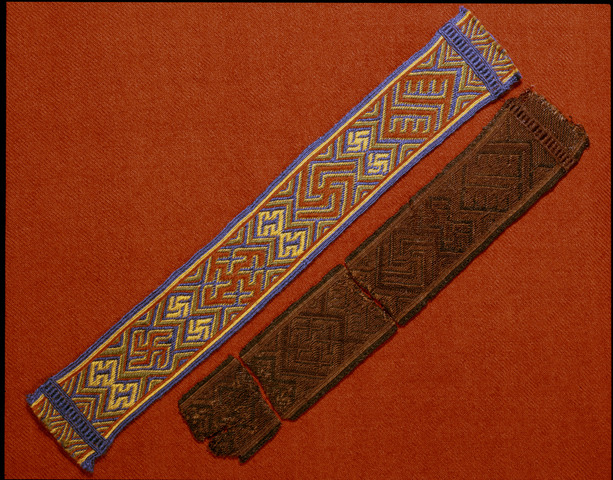
Band des Wehrgehänges; links Rekonstruktion, rechts Original

Das Snartemo-Schwert (auch Schwert von Snartemo) ist ein Schwert, dessen Name auf den Fundort Snartemo zurückgeht. Die typologische Zuordnung des Schwertes ist wegen der wenigen vergleichbaren Funde umstritten. Gesichert ist die Entstehung des Schwertes um 500 n. Chr.

## Der Fund
Es wurde im Herbst 1933 im später Grab 5 genannten Grab auf einem Bauernhof im Stadtteil Snartemo von Hægebostad, Norwegen, zufällig gefunden, als Richard und Olav Kjellingland neues Ackerland erschließen wollten. Sie fanden unter einer großen Steinplatte einen Hohlraum mit Grab, welches später auf das frühe 6. Jahrhundert datiert wurde. Das Grab wurde anhand weiterer Grabbeigaben der Zeit der Völkerwanderung zugeordnet. Außer dem später als Snartemo-Schwert bekannten Schwert enthielt es andere Waffen, einen goldenen Ring und ein Trinkglas. Es war das Grab eines Kriegers mit hohem sozialen Status.
Das Schwert wurde um 500 n. Chr. sehr wahrscheinlich in Skandinavien hergestellt. Es gilt nicht als typisches Ringschwert, sondern wird einer Vorperiode zugeordnet, da es einige von Ringschwerten abweichende Besonderheiten hat. So ist der Knauf nicht pyramiden-, sondern bootsförmig. Der Ring befindet sich an der Parierstange und nicht wie üblich am Knauf. Diese Position ist nur vom Snartemo-Schwert sicher bekannt und wird als einzigartig angesehen. Eine mögliche Erklärung für den Ring an der Parierstange ist, dass er dazu diente das Schwert sicher in der Scheide festgehalten. Ein Ring an der Parierstange ist für diesen Zweck besser geeignet als am Knauf. Der frei bewegliche, flach abgeschrägte Ring befindet sich in einem anderen Ring, der in Parierstange vernietet ist. Das Snartemo-Schwert ist etwa 100 cm lang. 77 cm davon entfallen auf die Klinge. Die Scheide ist aus Holz und ist mit Pelz ausgekleidet. Sie ist eine der wenigen gut erhaltenen Exemplare der Periode, so dass eine solche Auskleidung nachgewiesen werden kann. Zu dem Schwert gehörte ein Wehrgehänge, welches aus einem gewebtem Band bestand. Die schmückenden Webmuster formen unter anderem Swastikas und HH-Buchstaben, welche für die Rune Hagall stehen. Der Griff ist mit einem dünnen Blech aus vergoldetem Silber umwickelt, das mit abstrakten tierischen Mustern verziert ist. Es kann auch nicht ausgeschlossen werden, dass das Schwert eine späte Reaktion auf die kontinentale Goldgriffspatha war.
Es befindet sich in der Altertümersammlung der Universität Oslo.

## Nachwirkung im 20. Jahrhundert
Als im Zweiten Weltkrieg Norwegen von deutschen Truppen besetzt war, bemühte sich die Forschungsgemeinschaft Deutsches Ahnenerbe um das Schwert. Die Weigerung des norwegischen Archäologen Anton Wilhelm Brøgger diesem Wunsch nachzukommen, war mitunter ein Grund für dessen Inhaftierung. Die Norweger hielten das Schwert bis zum Ende des zweiten Krieges versteckt. Die Nationalsozialisten vereinnahmten die Swastika und HH-Symbole (für Heil Hitler), welche sich beide auf dem Wehrgehänge des Schwertes befinden, und betrachteten das Schwert als arisches Erbe. Als sie seines nicht habhaft werden konnten, fertigten sie Rekonstruktionen an. Der deutsche Prähistoriker Ernst Sprockhoff veröffentlichte während der Besatzungszeit das Buch … und zeugen von einem stolzen Geschlecht, das vom Geist des Pangermanismus durchsetzt ist. Den Bucheinband ziert das Snartemo-Schwert.
Im Herbst 2025 erscheint das Buch "Jakten på Snartemosverdet. En historie om nazisme, arkeologi og kampen om fortiden [„Die Jagd nach dem Snartemo-Schwert. Eine Geschichte über Archäologie, Nationalsozialismus und den Kampf um die Vergangenheit“] des Archäologen und Autors Jan Ingar Thon im Spartacus-Verlag. Es untersucht detailliert die Ereignisse rund um das Snartemos-Schwert während der Besatzungszeit und die Hintergründe der Faszination der Nazis für Archäologie und die nordischen Länder.
In Snartemo wurde zur Erinnerung an den Fund ein Denkmal mit einer zehnfach vergrößerten Nachbildung des Schwerts errichtet.
Einige Mitglieder der Society for Creative Anachronism wurden wiederholt dafür kritisiert, dass sie mit dem Argument der historischen Authentizität die Webmuster des Wehrgehänges, welche als Symbole des Nationalsozialismus gelten, als Schmuckbänder verwendet haben.